# Pieter Van den Bosch (calciatore)
Pieter Van den Bosch (Boom, 31 ottobre 1927 – 31 gennaio 2009) è stato un calciatore belga, di ruolo attaccante.

## Palmarès

### Club

#### Competizioni nazionali
- Campionato belga: 4

Anderlecht: 1953-1954, 1954-1955, 1955-1956, 1958-1959